# Bölöni Vilmos
Bölöni Vilmos (Nagyvárad, 1941. február 8. –) erdélyi grafikus, festő, színházi díszlettervező.

## Életpályája
1966-ban elvégezte a kolozsvári Ion Andreescu Képzőművészeti Főiskola grafika szakát, mestere Feszt László volt. Hosszú éveken át a nagyváradi bábszínháznak volt a tervezője. Játékos bábokat, mesés díszleteket tervezett, festett, faragott. 
Később a bábszínházból átszerződött a Nagyváradi Állami Színházhoz díszlettervezőnek.  Kiállításokon grafikai alkotásokkal és festményekkel jelentkezik.

## Kiállítások
- 2004 • Sopron  (egyéni)
- 2017 • A nagyváradi várban (egyéni)
- 1978 • Grafikusok a szülőföldről, Korunk Galéria, Kolozsvár (csoportos)